# Nephila tetragnathoides
Nephila tetragnathoides är en spindelart som först beskrevs av Charles Athanase Walckenaer 1842.  Nephila tetragnathoides ingår i släktet Nephila och familjen Nephilidae. Inga underarter finns listade i Catalogue of Life.